# Hořčice polní
Hořčice polní (Sinapis arvensis) je jednoletá bylina z čeledi brukvovité. Je také známá pod synonymem hořčice rolní. Pochází ze Středomoří a dnes je rozšířena ve všech světadílech.

## Popis
Lodyha je obvykle již od spodu pravidelně větvená, přímá, v dolní části chlupatá, nahoře lysá, 30 až 90 cm vysoká. Listy nedělené a řapíkaté, spodní někdy slabě lyrovitě laločné až peřenodílné, lodyžní vejčité a podlouhlé, nepravidelně zubaté, nejhořejší bývají přisedlé. Květy má čtyřčetné s korunními lístky dlouhými 7 až 14 mm, barvy sírově žluté nebo bílé, často zřetelně fialově žilkované. Květy jsou seřazené ve vrcholových hroznech. Kvete v květnu až červnu, v létě jen jednotlivě a na podzim opět hromadně. Kořen má hluboký, vřetenovitý, často silně větvený.
Plody jsou zaškrcované, 3 až 8 cm dlouhé a 3 až 6 mm široké válcovité šešule, se zobanem zabírajícím často polovinu šešule, rostoucí na odstálých krátkých stopkách. Ve zralosti se rozpadá na 1 až 8 soudečkovitých, jednosemenných článků s osmi mělkými podélnými rýhami. Semena jsou skoro hladká, lesklá, 1,2 až 4 mm dlouhá a 1,5 až 3,5 mm široká, tmavočerná až červenohnědá, za vlhka silně slizovatí.

## Reprodukce
Je to rostlina rozšiřující se jen semeny, jedna rostlina vyprodukuje až 4000 semen. Může se rozšiřovat i vodou, neboť jednotlivé díly šešule dobře plavou. Klíčení semen je nepravidelné a semena si podrží klíčivost 10 let, jsou známy případy, že vyklíčí i za 50 let. V půdě však klíčí jen semena do hloubky 6 cm, hlouběji uložená nevyklíčí, ale klíčivost si uchovávají. Semena mají tvrdou pokožku a většinou prvým rokem nevyklíčí. Je nutno, aby vlhko a nejlépe i mráz ji nejdříve narušil. Rychle střídání teplot zvyšuje klíčivost, začínají klíčit na jaře při teplotě 10 °C. Je-li dostatečně vlhko a dostanou se do vhodných podmínek, klíčí postupně po celý rok. Po průchodu semen zažívacím traktem zvířat si semena podrží klíčivost ještě z 5 – 25 %, podle druhu zvířete.

## Význam
Hořčice polní je plevelnou rostlinou rostoucí v obilovinách i okopaninách. Zapleveluje jařiny i ozimy. Její růst je obdivuhodně rychlý, zastiňuje vzrostlé osení a odčerpává pěstovaným plodinám vodu i živiny. Její rychlý vzrůst a dlouhá doba klíčivostí semen je obtížným hospodářským problémem. Roste převážně ve vápnitých půdách hlinitých a slínitých. Je to rostlina dost teplomilná, v chladných oblastech ji nacházíme jen přechodně. V bohatých půdách vytváří silně větvené exempláře. Část zralých semen se sklidí současně s obilím a při používání nečištěného zrní pro další výsev se rozšiřuje do dalších polí.
Jako pícnina není vhodná, neboť působí dráždivě na zažívací ústrojí zvířat a způsobuje hořkost mléka. Listů lze využívat jako jarní zeleniny. Je to dobrá medonosná rostlina.